# Teresa Brewer

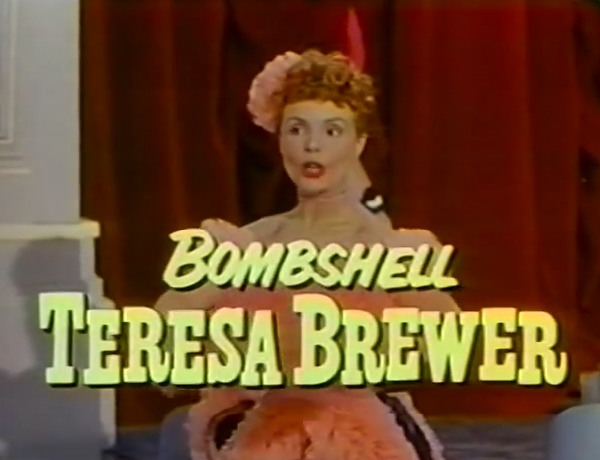
Teresa Brewer, 1953

Teresa Brewer (* 7. Mai 1931 als Theresa Breuer in Toledo, Ohio; † 17. Oktober 2007 in New Rochelle, New York) war eine US-amerikanische Popsängerin. Sie nahm etwa 600 Songs auf und war zwischen 1950 und 1961 mit 31 Titeln in den US-Charts notiert, darunter waren sieben Top-10-Hits.

## Leben

### Kinderstar
Theresa war erst zwei Jahre alt, als ihre Mutter sie in ihrer Heimatstadt zum Casting für die Radioshow Uncle August’s Kiddie Show des Senders WSPD mitnahm. In der Show trat sie für Kekse und Kuchen auf, die der Sponsor gestiftet hatte. Sie erhielt nie Gesangsunterricht, nahm aber einige Stunden Stepptanz-Unterricht. Im Alter zwischen fünf und zwölf Jahren sang und tanzte sie als ständiger Gast in der Major Bowes Amateur Hour, einer Radioshow, die in den USA sehr populär war. Ab dem zwölften Lebensjahr schränkte sie ihre musikalischen Aktivitäten zugunsten ihrer Schulausbildung ein und trat nur noch im örtlichen Hörfunk auf.
Im Januar 1948 gewann die 16-Jährige einen Unterhaltungswettbewerb in Toledo und wurde mit drei weiteren Gewinnern nach New York City entsandt, um in einer Talentshow mit dem Titel Stairway to the Stars aufzutreten. Etwa zu dieser Zeit änderte sie die Schreibweise ihres Namens in die englischsprachige Adaption „Teresa Brewer“, um ihren Bekanntheitsgrad zu steigern, den sie sich durch den Gewinn mehrerer Talentwettbewerbe und Auftritte in Nachtclubs in New York (darunter auch im berühmten Latin Quarter) erworben hatte.

### Popstar
Durch ihre Auftritte wurde der Künstleragent Richie Lisella auf Brewer aufmerksam und nahm sich ihrer an. 1949 bekam Brewer einen Plattenvertrag bei London Records und nahm im Sommer 1949 ihre erste Single auf. Mit dem Titel ihrer vierten Single Music! Music! Music! erreichte sie im Frühjahr 1950 den ersten Plattenerfolg. Der Titel kam in den US-Hitlisten sowie in Großbritannien auf den ersten Platz und verkaufte sich über eine Million Mal. Weitere humorvolle Songs wie Choo’n Gum oder Molasses, Molasses folgten 1950 als Top-20-Hits. Obwohl Brewer lieber Balladen sang, war Longing for You 1951 zunächst die einzige, die sie in die Charts bringen konnte. 1951 wechselte sie das Musiklabel und ging zur Plattenfirma Coral Records, mit der sie bis 1962 zusammenarbeitete. 
Mittlerweile war sie verheiratet und hatte eine Tochter. Bis 1956 kamen noch zwei Töchter hinzu. Da Brewer nie gelernt hatte, Noten zu lesen, schickte ihr die Plattenfirma stets ein Demoband für ihre Aufnahmen, um die Melodie kennenzulernen. Ihre nächsten Hits waren Gonna Get Along Without You Now (1952), ein Song, der über die Jahre auch für diverse andere Künstler zum Hit wurde (unter anderem von Patience and Prudence 1956, Skeeter Davis 1964, Trini Lopez 1967 und Viola Wills 1979). Ebenfalls 1952 nahm Teresa You’ll Never Get Away, als Duett mit Don Cornell auf, und 1953 produzierte sie mit Till I Waltz Again with You einen weiteren Millionenseller. Weitere Hits in den Jahren 1953 bis 1955 waren unter anderem Dancin’ with Someone, Ricochet, Bell Bottom Blues, Our Heartbreaking Waltz und Skinnie Minnie. Während dieser Jahre sang sie auch weiterhin in den großen Nachtclubs in New York, Chicago, Las Vegas und anderen Städten der USA.
Mitte der 1950er Jahre coverte sie eine Reihe von Rhythm-and-Blues- (Pledging My Love, Tweedlee Dee, A Tear Fell und Bo Weevil) und Country-Songs (Jilted, A Sweet Old-Fashioned Girl und Let Me Go Lover, das bekannter in der Version von Joan Weber wurde). Mit einigen dieser Songs erreichte sie nun auch in Großbritannien die Top 10. 1956 war sie Co-Autorin von I Love Mickey, einem Song über den New York Yankees Baseball-Spieler Mickey Mantle, der auf der Platte mit Brewer sang. Während die meisten sie als Popsängerin klassifizierten, haben doch viele ihrer Songs bereits einen klaren Rock-Beat, speziell Ricochet, Jilted und A Sweet Old Fashioned Girl.
1957 brachte sie weitere Coverversionen heraus: Den Country-Song Teardrops in My Heart und die R&B-Songs You Send Me und Empty Arms; außerdem konnte sie in Großbritannien Nora Malone in den Hitparaden platzieren. Ihre vierte Tochter wurde 1958 geboren. 1960 hatte sie in den britischen Charts ihren letzten Hit mit How Do You Know It’s Love; ihr letzter US-Chart Hit war 1961 Milord, eine englischsprachige Version des Chansons von Édith Piaf. 1962 ging sie zu Philips Records, und wechselte später noch mehrmals das Label – aber in die Hitparaden schaffte sie es nie wieder. 1972 heiratete Brewer den Jazzproduzenten Bob Thiele († 30. Januar 1996), der im Jahr darauf eine LP herausbrachte, auf der seine Frau mit der Bigband von Count Basie Lieder aus dem Repertoire von Bessie Smith sang. 
Die Schallplattenindustrie ehrte Brewer für ihre Plattenerfolge mit einem Stern auf dem Hollywood Walk of Fame. Sie starb 2007 in New Rochelle im Alter von 76 Jahren.

## Diskografie
Singles

| Jahr | Titel              | Höchstplatzierung, Gesamtwochen, AuszeichnungChartplatzierungen (Jahr, Titel, Platzierungen, Wochen, Auszeichnungen, Anmerkungen) | Höchstplatzierung, Gesamtwochen, AuszeichnungChartplatzierungen (Jahr, Titel, Platzierungen, Wochen, Auszeichnungen, Anmerkungen) | Anmerkungen |
| Jahr | Titel              | UK | US | Anmerkungen |
| ---- | ------------------ | --- | --- | ----------- |
| 1955 | Especially for You | — | US10 (6 Wo.)US |             |

grau schraffiert: keine Chartdaten aus diesem Jahr verfügbar